# Hippeastrum cybister
Hippeastrum cybister (Herb.) Benth. ex Baker è una pianta bulbosa della famiglia delle Amaryllidaceae.